# Municipio de Pike (condado de Berks)
El municipio de Pike (en inglés: Pike Township) es un municipio ubicado en el condado de Berks en el estado estadounidense de Pensilvania. En el año 2000 tenía una población de 1.677 habitantes y una densidad poblacional de 46.5 personas por km².

## Geografía
El municipio de Pike se encuentra ubicado en las coordenadas 40°24′38″N 75°45′00″O / 40.41056, -75.75000.

## Demografía
Según la Oficina del Censo en 2000 los ingresos medios por hogar en la localidad eran de $58,036 y los ingresos medios por familia eran $62,885. Los hombres tenían unos ingresos medios de $42,865 frente a los $26,354 para las mujeres. La renta per cápita para la localidad era de $23,857. Alrededor del 2,1% de la población estaba por debajo del umbral de pobreza.